# Championnat du Paraguay de football 1961
Navigation
Édition précédente Édition suivante
La saison 1961 du Championnat du Paraguay de football est la cinquantième édition de la Primera División, le championnat de première division au Paraguay. Les onze meilleurs clubs du pays disputent la compétition, sous forme d'une poule unique où chaque équipe rencontre deux fois ses adversaires. En fin de saison, le dernier doit disputer un barrage de promotion-relégation face au champion de deuxième division.
Trois clubs arrivent à égalité de points à l'issue du championnat, une poule pour le titre est mise en place pour les départager. C'est le club de Cerro Porteño qui remporte le titre, en devançant Club Olimpia et le Club Sportivo Luqueño. Il s'agit du douzième titre de champion du Paraguay de l’histoire du club.
Pour une raison indéterminée, le General Caballero SC est remplacé par le Club Presidente Hayes avant le démarrage de la compétition.

## Les clubs participants
| - Club Guaraní - Cerro Porteño - Club Olimpia - Club Sol de América - Club Sportivo Luqueño | - Club Libertad - Club River Plate - Club Presidente Hayes - Club Sportivo San Lorenzo - Promu de División Intermedia - Club Atlético Tembetary - Club Nacional |

## Compétition

### Classement
| Rang | Équipe                     | Pts | J  | G | N | P | Bp | Bc | Diff |
| ---- | -------------------------- | --- | -- | - | - | - | -- | -- | ---- |
| 1    | Club OlimpiaT              | 28  | 20 |   |   |   |    |    |      |
| 2    | Cerro Porteño              | 28  | 20 |   |   |   |    |    |      |
| 3    | Club Sportivo Luqueño      | 28  | 20 |   |   |   |    |    |      |
| 4    | Club Guaraní               | 27  | 20 |   |   |   |    |    |      |
| 5    | Club Libertad              | 24  | 20 |   |   |   |    |    |      |
| 6    | Club Nacional              | 20  | 20 |   |   |   |    |    |      |
| 7    | Club River Plate           | 16  | 20 |   |   |   |    |    |      |
| 8    | Club Sportivo San LorenzoP | 14  | 20 |   |   |   |    |    |      |
| 9    | Club Sol de América        | 13  | 20 |   |   |   |    |    |      |
| 10   | Club Presidente Hayes      | 11  | 20 |   |   |   |    |    |      |
| 11   | Club Atlético Tembetary    | 11  | 20 |   |   |   |    |    |      |

| Légende : Qualifications et relégations | Légende : Qualifications et relégations           |
| --------------------------------------- | ------------------------------------------------- |
|                                         | Qualification pour la poule pour le titre         |
|                                         | Participation au barrage de relégation            |
|                                         | T : Tenant du titre P : Promu de Segunda División |

### Poule pour le titre
Les trois clubs en tête du classement final se retrouvent au sein d'une poule où ils s'affrontente en matchs aller et retour.
| Rang | Équipe                | Pts | J | G | N | P | Bp | Bc | Diff |  | Résultats (▼ dom., ► ext.) | CPo | Oli | SLu |
| ---- | --------------------- | --- | - | - | - | - | -- | -- | ---- |  | -------------------------- | --- | --- | --- |
| 1    | Cerro Porteño         | 7   | 4 | 3 | 1 | 0 | 11 | 2  | +9   |  | Cerro Porteño              |     | 4-0 | 4-0 |
| 2    | Club OlimpiaT         | 5   | 4 | 2 | 1 | 1 | 8  | 9  | -1   |  | Club OlimpiaT              | 2-2 |     | 3-1 |
| 3    | Club Sportivo Luqueño | 0   | 4 | 0 | 0 | 4 | 3  | 11 | -8   |  | Club Sportivo Luqueño      | 0-1 | 2-3 |     |

### Barrages
Barrage de relégation :
A égalité de points à la dernière place du classement, le Club Presidente Hayes et le Club Atlético Tembetary doivent disputer un barrage afin de déterminer l'équipe qui affronte le champion de deuxième division en barrage de promotion-relégation.
| Équipe 1              | Résultat | Équipe 2                | Aller | Retour |
| --------------------- | -------- | ----------------------- | ----- | ------ |
| Club Presidente Hayes | 6 - 2    | Club Atlético Tembetary | 5 - 1 | 1 - 1  |

- Club Presidente Hayes se maintient en Primera Division, Club Atlético Tembetary doit jouer le barrage de promotion-relégation.

Barrage de promotion-relégation :
| Équipe 1           | Résultat | Équipe 2                | Aller | Retour | Appui |
| ------------------ | -------- | ----------------------- | ----- | ------ | ----- |
| Club Rubio Ñu (D2) | 1 - 2    | Club Atlético Tembetary | 3 - 1 | 1 - 2  | 1 - 3 |

- Les deux clubs se maintiennent au sein de leur championnat respectif.

## Bilan de la saison
| Championnat du Paraguay de football 1961 |                           |
| Champion                                 | Cerro Porteño (12e titre) |
| Qualifications continentales             |                           |
| Copa Libertadores 1962                   | Cerro Porteño             |
| Promotions et relégations                |                           |
| Promus en Primera División               | Aucun                     |
| Relégués en Segunda División             | Aucun                     |